# Kusa (město)
Kusa (rusky Куса) je město v Čeljabinské oblasti v Ruské federaci. Při sčítání lidu v roce 2010 měla přes osmnáct tisíc obyvatel.

## Poloha a doprava
Kusa leží na západním okraji Jižního Uralu při ústí řeky Kusy do Aje v povodí Kamy. Od Čeljabinsku, správního střediska oblasti, je vzdálena zhruba 180 kilometrů západně.
Přes město prochází železniční trať od Čusovoje přes Družinino do Berďauše.

## Dějiny
Kusa byla založena v roce 1778 při výstavbě železárny. Od roku 1943 je městem.

### Rodáci
- Jegor Vjačeslavovič Šalapov (* 1995), hokejista
- Vladimir Alexandrovič Ivanov (* 1987), badmintonista